# Cristo Martín
Cristo Martín Hernández (La Cuesta, San Cristóbal de La Laguna, Canarias, España, 18 de junio de 1987) es un futbolista español. Se desempeña en posición de centrocampista y su equipo actual es el Águilas F. C. de la Segunda División RFEF.

## Trayectoria deportiva
Formado en los filiales del CD Tenerife pasó por el Universidad de Las Palmas y el Club Deportivo Marino con el que con el que consiguió la Copa Heliodoro Rodríguez López y la Liga de 3.ª División en la temporada 2011-12, para volver al Tenerife en 2021, jugar más de 100 partidos, en los que, entre otras cosas, fue clave para el retorno a Segunda División y se convirtió en el héroe del un derbi liguero en el Heliodoro al marcar el gol del triunfo. En junio de 2015, el lagunero salió del CD Tenerife tras una reunión muy breve con Alfonso Serrano en la que le comunicaron que no contaban con él.
En agosto de 2015, el exblanquiazul se comprometió con el FC Cartagena de Segunda División B. El mediapunta jugaría durante cuatro temporadas en el Estadio Cartagonova (de 2015 a 2019), club en el que sería un jugador fundamental durante las tres primeras temporadas y con el que se quedaría en dos ocasiones al borde del ascenso a Segunda División. 
En mayo de 2018 sufriría una grave lesión en el tendón de Aquiles que le tuvo apartado de los terrenos de juego durante 9 meses. A su regreso, apenas pudo contar para Gustavo Munúa durante toda la temporada 2018-19, en la que solo disputó 3 partidos. En octubre de 2019, tras haber rescindido meses atrás su contrato con el FC Cartagena y encontrarse sin equipo, el jugador canario refuerza a la SFC Minerva de la Tercera División de España. En enero de 2020, el canario firma por el  Algeciras Club de Fútbol de la Segunda División B de España.
El 22 de septiembre de 2020, firma por el Club de Fútbol Lorca Deportiva de la Segunda División B de España. El 28 de noviembre de 2020, firma por el Racing Murcia Fútbol Club de la Tercera División de España, tras jugar dos encuentros con el Club de Fútbol Lorca Deportiva al comienzo de la temporada 2020-21.
En la temporada 2021-22, firma por el Club Atlético Pulpileño de la Segunda División RFEF, con el que disputa 17 partidos de la primera vuelta.
El 21 de enero de 2022, rescinde su contrato con el Club Atlético Pulpileño y firma por el Águilas F. C. de la Segunda División RFEF.

## Clubes
| Club                           | País   | Temporadas      | División          | PJ  | Goles |
| ------------------------------ | ------ | --------------- | ----------------- | --- | ----- |
| Club Deportivo Tenerife B      | España | 2006-07         | 3.ª División      |     |       |
| Club Deportivo Tenerife B      | España | 2007-08         | 3.ª División      | 33  | 2     |
| Club Deportivo Tenerife B      | España | 2008-09         | 3.ª División      | 30  | 5     |
| Club Deportivo Tenerife        | España | 2008-09         | 2.ª División      | 4   | 0     |
| Universidad de Las Palmas      | España | 2009-10         | 2.ª División B    | 19  | 1     |
| Universidad de Las Palmas      | España | 2010-11         | 2.ª División B    | 28  | 0     |
| Club Deportivo Marino          | España | 2011-12         | 3.ª División      | 37  | 2     |
| Club Deportivo Tenerife        | España | 2012-13         | 2.ª División B    | 35  | 1     |
| Club Deportivo Tenerife        | España | 2013-14         | 2.ª División      | 30  | 0     |
| Club Deportivo Tenerife        | España | 2014-15         | 2.ª División      | 34  | 1     |
| FC Cartagena                   | España | 2015-19         | 2.ª División B    | 100 | 10    |
| SFC Minerva                    | España | 2019            | 3ª División       |     |       |
| Algeciras Club de Fútbol       | España | 2020            | 2.ª División B    |     |       |
| Club de Fútbol Lorca Deportiva | España | 2020            | 2.ª División B    | 2   | 0     |
| Racing Murcia Fútbol Club      | España | 2020-21         | 3.ª División      |     |       |
| Club Atlético Pulpileño        | España | 2021-22         | 2.ª División RFEF |     |       |
| Águilas F. C.                  | España | 2022-Actualidad | 2.ª Federación    |     |       |

## Palmarés

### Campeonatos nacionales
| Título                                 | Club                      | País   | Temporada |
| -------------------------------------- | ------------------------- | ------ | --------- |
| Tercera División de España (Grupo XII) | Club Deportivo Tenerife B | España | 2008/09   |
| Tercera División de España (Grupo XII) | Club Deportivo Marino     | España | 2011/12   |
| Segunda División B de España (Grupo I) | Club Deportivo Tenerife   | España | 2012/2013 |

### Copas regionales
| Título                         | Club                      | País   | Temporada         |
| ------------------------------ | ------------------------- | ------ | ----------------- |
| Copa Heliodoro Rodríguez López | Club Deportivo Tenerife B | España | 2007-08 y 2008-09 |
| Copa Heliodoro Rodríguez López | Club Deportivo Marino     | España | 2011-12           |